# Allmänintresse
Allmänintresse (även samhällsintresse) avser de generella intressen och behov som berör alla medborgare i ett samhälle, eller det som är till fördel för alla.
Motsatsen till allmänintresse är särintresse. Särintresse är ett mer hanterbart begrepp då det inte utgår från den subjektiva föreställningen att det finns en objektiv vilja utan från den objektiva föreställningen att det finns mindre och större subjektiva viljor.[källa behövs]
Begreppet används även inom journalistiken där det förklaras som information som medborgarna har ett berättigat intresse av att få ta del av, något som är viktigt och kopplat till ett samhällsintresse.
Allmänintresse ska inte förväxlas med allmänhetens nyfikenhet.:sid 32

## Allmänintresse inom journalistik
Allmänintresse avser inom journalistiken det som är viktig för alla och syftar på medborgarnas rätt till information och uppgifter så att de kan ta ställning i samhällsviktiga frågor.:sid 30-32
Enligt Pressombudsmannen Ola Sigvardsson ska allmänintresse inte förväxlas med nyfikenhet, och man ska vid en analys av allmänintresset fråga sig "Är detta viktigt ur ett samhällsperspektiv, eller något som är kul att veta?". Publicistklubbens ordförande Björn Häger skrev 2016 om skillnaden mellan intresse och intresserad: "Namn publiceras när det föreligger allmänintresse. Vilket inte betyder att man ska publicera bara därför att allmänheten kan vara intresserad."
Den redaktionella bedömningen av allmänintresset av till exempel en namnpublicering och andra personuppgifter vägs i journalistiken mot den publicitetsskada som kan drabba den utpekade.:sid 32

## Fotnoter